# Шамордино (Брянская область)
Шамордино (в старину также Мясоедовка) — деревня в Жуковском районе Брянской области, административный центр Шамординского сельского поселения. 
 Расположена в 17 км к югу от города Жуковки, на шоссе А141 Брянск—Смоленск. Население — 725 человек (2012).

## История
Упоминается с XVII века в составе Подгородного стана Брянского уезда; состояла в приходе села Вщиж. В XIX веке — сельцо, владение Батуриных, А. Н. Мещерской, К. И. Шугурина.
С 1861 по 1929 год в Овстугской волости Брянского (с 1921 — Бежицкого) уезда.
С 1929 в Жуковском районе; до 1954 года являлось центром Шамординского сельсовета, в 1954—2005 в Дятьковичском сельсовете.
| Годы      | 1866 | 1926 | 1979 | 1989 | 2002 | 2010 | 2012 |
| --------- | ---- | ---- | ---- | ---- | ---- | ---- | ---- |
| Население | 29   | 720  | 225  | 242  | 696  | 680  | 725  |